# Eisenbahnunfall von Hammond

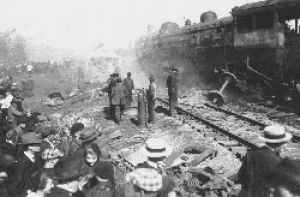
Zugwrack im Hammond Circus, Indiana, 22. Juni 1918

Der Eisenbahnunfall von Hammond war ein Auffahrunfall am 22. Juni 1918 in der Nähe von Hammond, Indiana, verursacht durch einen eingeschlafenen Lokomotivführer. 86 Tote und 127 Verletzte waren die Folge.

## Ausgangslage
Der Zug des Circus Hagenbeck-Wallace war am frühen Morgen auf einer Strecke der Michigan Central Railroad mit 26 Wagen und etwa 400 Mitarbeitern des Zirkus unterwegs. Am Schluss des Zuges liefen Schlafwagen und abschließend ein Begleitwagen. Der Zug fuhr dabei mit relativ geringer Geschwindigkeit, musste aber gleichwohl anhalten, da an einer Achse der Verdacht auf einen Heißläufer entstanden war. Dies geschah an einer Streckenkreuzung mit der Bezeichnung Ivanhoe Interlocking, etwa 9 km östlich von Hammond.
Dem Zirkuszug folgte ein Leerzug, mit dem 20 Pullmanwagen befördert wurden. Dessen Lokomotivführer hatte bereits seit etwa 23 Stunden Dienst, kaum geschlafen, aber kräftig gegessen. Dem Lokführer war bekannt, dass vor ihm auf der Strecke der relativ langsame Zirkuszug unterwegs war.

## Unfallhergang
Gegen 4 Uhr morgens schlief der Lokomotivführer auf der fahrenden Dampflokomotive ein. Er überfuhr anschließend ein automatisches Signal und das Hilfswarnzeichen, das ein Bremser des anhaltenden Zirkuszuges gesetzt hatte.
Der Leerzug fuhr mit etwa 55 km/h ungebremst in den stehenden Zirkuszug. Dabei zertrümmerte die Lokomotive den Begleitwagen und vier Schlafwagen mit hölzernem Aufbau. Die Trümmer der Fahrzeuge entzündeten sich und der Brand wurde durch das Öl der Öllampen in den Schlafwagen zusätzlich befeuert. Der Brand war so stark, dass die meisten Leichen nicht mehr identifiziert werden konnten.

## Folgen
Unter den 86 toten Fahrgästen waren bekannte Artisten. Die meisten Opfer verbrannten bis zur Unkenntlichkeit. Sie wurden in Forrest Park in Cook County auf einem Teil des Friedhofs begraben, der von der Showmen's League of America kurz zuvor erworben worden war und heute als Showmen's Rest bekannt ist. Da viele Opfer nicht identifiziert werden konnten, sind viele Grabstellen anonym.
Die Interstate Commerce Commission und die Indiana Public Service Commission untersuchten den Unfall.